# Louis Mercier (homme politique)
Pour les articles homonymes, voir Louis Mercier et Mercier.
Louis Mercier, né le 10 mai 1920 à Coutouvre (Loire) et mort le 14 avril 2014 à Cours-la-Ville (Rhône), est un homme politique français.

## Biographie
Louis Mercier est issu d'une famille d'agriculteurs et exerça lui-même ce métier.
Catholique pratiquant, il milita à la Jeunesse agricole catholique (JAC).
Il joua un rôle important dans le syndicalisme agricole local puisqu'il fut membre de la Fédération nationale des syndicats d'exploitants agricoles (FNSEA) de la Loire et présida la Mutualité sociale agricole (MSA) de la Loire.
Louis Mercier est élu conseiller municipal de Coutouvre en avril 1945, il est ensuite élu maire de sa commune natale en 1961 et le restera jusqu’en 1995. Il fut aussi conseiller régional de Rhône-Alpes de 1982 à 1986.
Lors des élections sénatoriales de 1974, il est suppléant du sénateur Claude Mont. Louis Mercier alors membre du CDS est élu sénateur lors des élections sénatoriales de 1983 sur la liste de l'Opposition nationale unie pour la défense des communes et des libertés (UDF-RPR) ses trois colistiers Claude Mont, Lucien Neuwirth et Michel Durafour sont également élus. Il est réélu sénateur aux élections sénatoriales de 1992 sur la liste Union de la Loire (UDF-RPR) menée par Lucien Neuwirth. Louis Mercier ne se représente pas aux élections sénatoriales de 2001.
Au Sénat, il rejoint le groupe de l'Union centriste. Son activité au Palais du Luxembourg se consacre notamment aux sujets concernant l'agriculture et l'aménagement rural. Louis Mercier est également membre de la commission des Affaires économiques, en 1993 il cosigne le rapport d'information fait à la suite d'une mission effectuée en fédération de Russie, en Ukraine, en Bulgarie et en Pologne, chargée d'étudier les mutations économiques en cours dans ces pays, ainsi que leurs relations économiques, commerciales et financières avec la France.
Il est particulièrement attaché à son département de naissance la Loire lorsqu’il s'exprime par exemple son inquiétude sur l'avenir de l'URSSAF de Roanne en 1987 ou sur la situation du personnel des arsenaux de Roanne et de Saint-Étienne en 1989.
Il meurt le 14 avril 2014 à l'hôpital de Cours-la-Ville.

## Mandats

### Mandat parlementaire
- 25 septembre 1983 - 30 septembre 2001 : Sénateur de la Loire (réélu le 30 septembre 2001)

### Mandants locaux
- 1961 - 1995 : Maire de Coutouvre
- 1982 - 1986 : Conseiller régional de la région Rhône-Alpes

### Autre mandat
- 1989 - 2000 : Président du Syndicat intercommunal d'énergies de la Loire

## Décorations

### Décorations françaises
- Chevalier de la Légion d'honneur
- Chevalier de l'ordre national du Mérite
- Commandeur de l'ordre du Mérite agricole